# آه كوميكس يونيكوب
آه کومكس یونیكوب أو أكوميكس يونيكوب (بالإنجليزية: Ah Kumix uinicob)‏ الخادم المرافق لإلهة الماء في الديانة المايانية في أمريكا الوسطى. وبصورة عامة يُعتبر الـ(آه كومكس يونيكوب) مجموعة آلهة أو أرباب ينتمون إلى أساطير المايا. فضمن ثقافة المايا هناك العديد من المخلوقات التي لها صلة مباشرة مع الطبيعة. آه كومكس يونيكوب هم مثال على ذلك. هم آلهة ثانوية (أو ملائكة صغيرة) تتعلق بالمياه.